# Jo Walgrave
Johanna, Catharina, Maria, baronne Walgrave, née le 14 juin 1948 à Heist, est une juriste belge flamande.
Elle est docteur en droit.
Présidente du Conseil national du Travail en Belgique et du Dialogue social des partenaires sociaux de l'UE.
Conseillère technique à l'Organisation internationale du travail en Afrique francophone. Directrice BIT du Département de Dialogue Social, de l'Administration du Travail et de la Législation du Travail à Genève.
Membre du CA de la Ligue francophone des droits de l'homme et du Palais des Beaux-Arts de Bruxelles.

## Distinctions
- Chevalier de la Légion d'honneur

Elle fut élevée au rang de baronne par le roi Albert II en 1997. Sa devise est Justitia Respectus Teneritas.